# Emilio Betti
Emilio Betti (* 20. August 1890 in Camerino; † 11. August 1968 ebenda) war ein italienischer Rechtswissenschaftler, Philosoph und Theologe. Er forschte insbesondere zur rechtswissenschaftlichen Hermeneutik.

## Leben
Emilio Betti war der ältere Bruder des Dramatikers Ugo Betti. Er studierte Rechtswissenschaften an der Universität Parma und Klassisches Altertum an der Universität Bologna. Betti unterrichtete im Anschluss zeitweise an einer Schule seiner Heimatstadt und verbrachte später dank verschiedener Stipendien längere Zeit im Ausland (u. a. in Marburg und Freiburg). 1917 wurde er Professor für Rechtswissenschaft an der Universität Camerino. Später lehrte er unter anderem an den Universitäten in Macerata, Parma, Florenz, Mailand und Rom. Er war an der Reform des italienischen Zivilrechts von 1942 beteiligt. Seit 1965 war er emeritiert. Betti war seit früher Zeit ein Unterstützer des italienischen Faschismus, daher wurde er 1944 für einen Monat in seiner Heimatstadt vom CLN inhaftiert. In einem Verfahren im Jahr 1945 wurde er von allen Vorwürfen freigesprochen.
Als Vertreter der rechtswissenschaftlichen Hermeneutik lieferte Betti geschichtsphilosophische Begründungen für die an Unmöglichkeit grenzende Schwierigkeit der Beschreibung des römischen Rechtslebens. Nötig seien hierfür die Hilfsmittel der modernen Rechtsbegriffe, die allerdings selbst allerdings unzureichend seien, das antike Rechtsbewusstsein vorzustellen. Er plädiert daher für die Legitimation eines rezeptiven Verfahrens, das mittels moderner Dogmatik, römische Rechtsschöpfungen erklärt.

## Schriften (Auswahl)
- Methode und Wert des heutigen Studiums des roemischen Rechts. Die rechtsdogmatische Methode, H. D. Tjeenk Willink & Zoon, Haarlem 1936.
- Zur Frage einer Reform der Völkerbundssatzung, 1937
- Das Problem der Kontinuität im Lichte der rechtshistorischen Auslegung, Steiner, Wiesbaden 1957.
- Die Hermeneutik als allgemeine Methodik der Geisteswissenschaften, Mohr Siebeck, Tübingen 1962.
- Allgemeine Auslegungslehre als Methodik der Geisteswissenschaften, Tübingen 1967.
- Zur Grundlegung einer allgemeinen Auslegungslehre, Mohr Siebeck, Tübingen 1988, ISBN 978-3-16-245350-1.